# Егорьевское благочиние
Егорьевское благочиние — округ Коломенской епархии Русской православной церкви, объединяющий приходы в пределах городского округа Егорьевск Московской области.
В составе округа 26 приходов. Благочинный округа — протоиерей Сергий Кожевников (с 4 сентября 2017), настоятель Александро-Невского собора, города Егорьевск.
Игумен Никодим (Лунев) (благочинный Егорьевского церковного округа с 28 сентября 2001 по 4 сентября 2017), 4 сентября 2017 назначен благочинным церквей Раменского церковного округа и настоятелем Троицкого и Борисоглебского храмов города Раменское Московской области
1 июля 2021 года Егорьевское благочиние было разделено на два округа — 1-й и 2-й Егорьевские. Благочинным 1-го стал Сергий Кожевников, благочинным 2-го — священник Святослав Грибков, настоятель Казанского храма в Егорьевске.

## Храмы благочиния

### городЕгорьевск
- Александро-Невский собор
- Алексеевская церковь
- Казанская церковь
- Троицкая церковь

### деревняАлешино
- Знаменская церковь

### деревняАлферово
- Алексиевская церковь

### деревняБольшое Гридино
- Никольский храм

### селоВладычино
- Христорождественский храм

### деревняГолубевая
- Никитский храм

### селоШувое
- Казанская церковь

### деревняЖабки
- Никольский храм

### село Знаменское
- Знаменская церковь

### село Княжево
- Покровский храм

### село Круги
- Никольский храм

### село Куплиям
- Воскресенский храм

### село Лелечи
- Троицкий храм

### село Лесково
- Иоанно-Предтеченский храм

### селоНизкое
- Церковь Троицы Живоначальной

### село Никиткино
- Покровский храм

### селоНиколо-Крутины
- Никольский храм

### селоСаввино
- Церковь Троицы Живоначальной (старая)
- Церковь Троицы Живоначальной (новая)

### деревня Пожинская
- храм Матроны Московской

### деревня Поповская
- Скорбященский храм

### селоПочинки
- Преображенский храм

### селоРадовицы
- Богородицерождественская церковь

### селоРаменки
- Церковь Рождества Пресвятой Богородицы
- Богородицерождественская часовня

### селоРыжево
- Церковь Введения во храм Пресвятой Богородицы

### селоСпасс-Леоновщина
- Преображенская церковь

### деревняТроица
- Троицкая церковь

### посёлок Шувое
- Троицкий храм[4]

## Монастыри благочиния
- Свято-Троицкий Мариинский женский монастырь
- Казанский женский монастырь. Основан в 1885 году иеросхимонахом Макарием. Вновь открыт в 2005 году.
- Свято-Никольский Радовицкий монастырь

## Новомученики Егорьевские

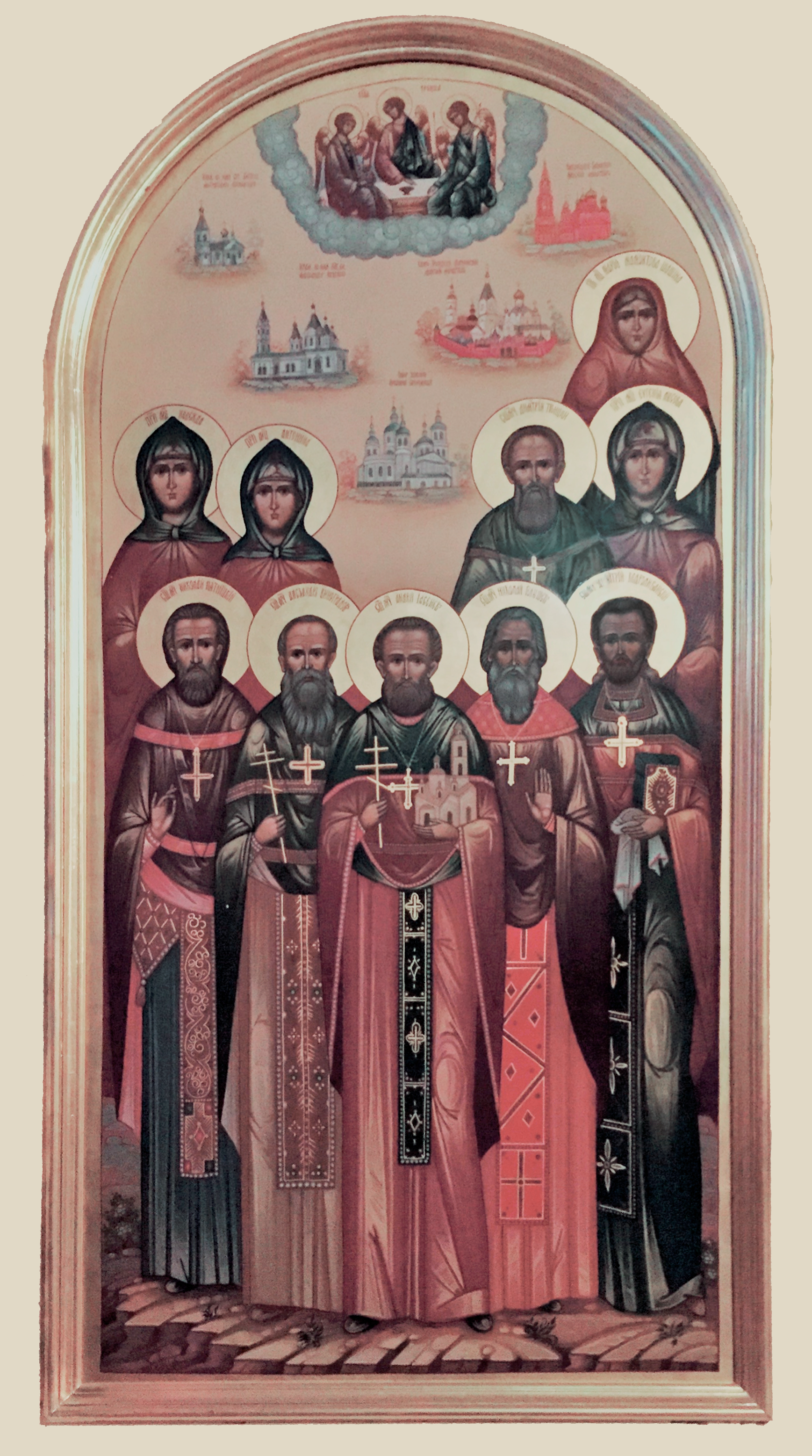
Икона Новомучеников и Исповедников Егорьевских в Александро Невском соборе города Егорьевска

После Октябрьской революции и прихода к власти большевиков отношения церкви и государственной власти стали резко ухудшатся. Не обошла стороной волна гонений на церковь и Егорьевский уезд. Повсеместно закрывались и разрушались храмы, изымались церковные ценности. Более 100 человек по всему уезды были подвергнуты арестам. Производились аресты священнослужителей, старост храмов, массовые аресты монахинь из Свято-Троицкого Мариинского женского монастыря, Казанского Женского монастыря в Колычёво. Многие из них отправлялись в места лишения свободы, где впоследствии приняли мученическую кончину. В настоящее время Священным Синодом Русской Православной Церкви канонизировано десять новомучеников и исповедников Егорьевских:
- Священномученик Андрей (Ясенев) — 7 марта. Родился 12 августа 1868 года в небольшом селе Ясенок, расположенном на берегу речки Малая Мостья Рязанской губернии, в семье дьякона Иоанна Ясенева. Его мать звали Феодосия Семеновна. Дьякон Иоанн попросил священника назвать сына в память о своём отце Андреем. Священник окрестил мальчика в честь мученика Андрея Стратилата, память которого совершалась в тот день. От своих сверстников он отличался тем, что с детства помогал отцу в храме, в остальное же время помогал в семье по хозяйству. С ранних лет Андрей впитал в себя любовь к богослужению. По окончании церковно-приходской школы юноша уже твёрдо избрал путь служения Богу и, спросив родительского благословения, поехал в Рязань для поступления в духовную семинарию. 1 сентября 1889 году Андрей обвенчался со своей супругой Любовью Михайловной. 29 августа, в день Усекновения главы Иоанна Предтечи, Андрей Ясенев был рукоположён епископом Михайловским Феодосием в сан дьякона. В этот день во время литургии будущему отцу Андрею суждено было читать Апостольское послание в Деяниях, в котором рассказывалось, как апостол Филипп встретил Эфиоплянина, читающего отрывок из книги пророка Исайи: «как овца, ведён был Он на заклание, и, как агнец пред стрегущими Его безгласен, так Он не отверзает уст Своих. В уничижение Его суд Его совершился. Но род Его кто разъяснит? Ибо возьмется от земли жизнь Его»(Деян. 8, 32-33.) Эти пророческие слова ежедневно будет вспомнить отец Андрей в последние дни своей земной жизни. В течение двух лет дьякон Андрей прослужил в Крестовоздвиженской церкви села Верхние Рясы Спасского уезда. В 1891 году 22 апреля, на второй день святой Пасхи, во Владимирской церкви Рязанской духовной семинарии епископ Феодосий рукоположил дьякона Андрея в сан священника. 12 лет отец Андрей служил в семинарском Владимирском храме. На протяжении своего служения он нёс различные послушания: от заведующего книжным складом до эконома семинарии. За примерное и безупречное служение отец Андрей был награждён грамотой, медалью императора Александра III и наперсным крестом. В 1913 году отец Андрей был переведён в Успенский собор г. Егорьевска. Одновременно он был назначен заведующим церковно-приходской школой в деревне Вишневой, расположенной в двух километрах от города, и законоучителем в Егорьевской гимназии для мальчиков и приходской школы для девочек. Семья отца Андрея поселилась в доме на Соборной улице (ныне улица Островского). Это был небольшой дом с мезонином. Все, кому посчастливилось бывать в этом доме, погружались в атмосферу уюта, заботы и гостеприимства. В летнее время во дворе всегда был накрыт стол и дымился самовар. Супруга отца Андрея, Любовь Михайловна, была домохозяйкой и воспитывала шестерых сыновей: Константина, Алексея, Сергия, Бориса, Дмитрия, Александра и дочку Катеньку. Пока батюшка был занят служебными делами, его домочадцы хозяйничали по дому. В 1914 года отец Андрей был назначен заведующим Егорьевской миссионерской библиотекой. Народ полюбил отца Андрея за его внимательное и сердечное отношение к людям. Он одинаково по-доброму относился ко всем. Особенно любили его детишки- школяры, для которых он был не только учителем, но и другом. Сколько было радости в детских сердцах, когда они вместе с батюшкой наряжали Рождественскую ёлку, разучивали колядки, готовили подарки. Но недолгой оказалась детская радость. В 1917 году вышел декрет об отделении школы от Церкви, а Церкви от государства. По всей России стали закрываться монастыри и храмы. На священников начались гонения. Не избежал этой участи и Егорьевск. К двадцатым годам атеизм усилился. В городе прекратились крестные ходы, а вместо них стали проходить митинги и демонстрации. С горечью в душе отец Андрей наблюдал из окна собора, как по городу шли люди с транспарантами атеистического характера. Как и во всех городах, в Егорьевске появился союз воинствующих безбожников, призывающих к закрытию церквей. Многие жители, особенно коммунисты и комсомольцы, под влиянием пропаганды проникались духом вражды к Церкви они снимали домашние иконы и публично их сжигали.
- Священномученик Николай (Голышев) — 17 февраля
- Священномученик Николай (Пятницкий) — 16 ноября Священник Николай Алексеевич Пятницкий родился 3 марта 1884 года в городе Лодейное Поле Санкт-Петербургской губернии в семье псаломщика Алексея Пятницкого. Окончив духовное училище, он начал свою церковную деятельность псаломщиком в церкви села Кривой Пояс Олонецкой губернии. В 1910 году был переведён в село Кривандино, входившее тогда в состав Егорьевского уезда. В 1911 году Николай женился на Олимпиаде Михайловне и вскоре принял священный сан диакона. В 1913 году он был рукоположён в сан священника и направлен служить в Тюмень. В 1919 году Тюмень заняли войска Колчака, вместе с которыми при их отступлении отец Николай дошёл до Томска. Когда стало ясно, что сопротивление белых будет подавлено, он не пошёл вместе с ними за рубеж. Вернулся в Тюмень на прежнее место служения. До 1931 года он служил в одном из храмов города Ялуторовска Тюменской области. Там же его и арестовали в 1931 году. Около полугода отец Николай провёл в тюрьме. После освобождения вернулся в Московскую область и служил в храме села Никольский Погост. 29 октября 1937 года отец Николай был арестован по обвинению в контрреволюционной деятельности и распространении провокационных слухов о советской власти. Он был заключён в Таганскую тюрьму. Свидетели на допросе против отца Николая дали показания: "В феврале 1937 года отец Николай, забирая из закрытого храма священные сосуды, сказал: «Вот до чего люди обнаглели, все имущество разбросали и из церкви сделали склад», а на Пасху в том же году объявил народу, что «Советская власть в лице Таракановского сельсовета не разрешает хождение по домам». На самом деле запрещения не было. Не скрывал батюшка своего негодования святотатством, говорил, что все это отзовётся большевикам, и они узнают, как издеваться над религией, что скоро придёт конец власти антихристовой. В предъявленных ему обвинениях отец Николай не признал себя виновным. 14 ноября тройка НКВД Московской области по ст. 58-10 УК РСФСР приговорила его к расстрелу за «активную контрреволюционную агитацию среди населения».

16 ноября 1937 года на полигоне Бутово под Москвой приговор был приведён в исполнение. Погребён отец Николай, как и другие мученики за веру, в общей безвестной могиле.
- Священномученик Димитрий (Кедроливанский) — 17 февраля
- Священномученик Димитрий (Троицкий) — 21 сентября
- Священник Александр (Виноградов) — 10 марта
- Преподобномученицы Антонина (Новикова) — родилась в 1880 году в селе Горки Зарайского уезда Рязанской губернии. Когда Антонине исполнилось 8 лет, она переехала к своей родной тётке — монахине в Рязанский монастырь. За годы, прожитые в монастыре, Антонина выучилась грамоте, письму и рукоделию. Здесь, в святой обители, Антонина решила посвятить всю свою жизнь Богу. Окончательно избрав монашеский путь спасения, Антонина переехала в Егорьевский Троицкий монастырь. Основным послушанием для Антонины в монастыре было выпечка просфор, а в свободное время она занималась шитьем. Будучи в монастыре, она сильно сдружилась с послушницей Надеждой (Кругловой), которая была близка ей по духу. Когда монастырь был закрыт, Антонина осталась при Троицком храме сторожем.
- Преподобномученица Надежда (Круглова) — 20 марта
- Преподобномученица Мария (Мамонтова-Шашина) — 2 октября
- Преподобномученица Евгения (Лысова) — 17 ноября

Память новомучеников и исповедников Егорьевских совершается 7 марта, в високосный год 6 марта.

## Канцелярия благочиния
Московская область, Егорьевский район, город Егорьевск, церковь Александра Невского, площадь Александра Невского, д. 1. Телефон (496) 4304 14 16
.
телефон благочиния 8 (496) 404-14-61